# Mai Mahiu

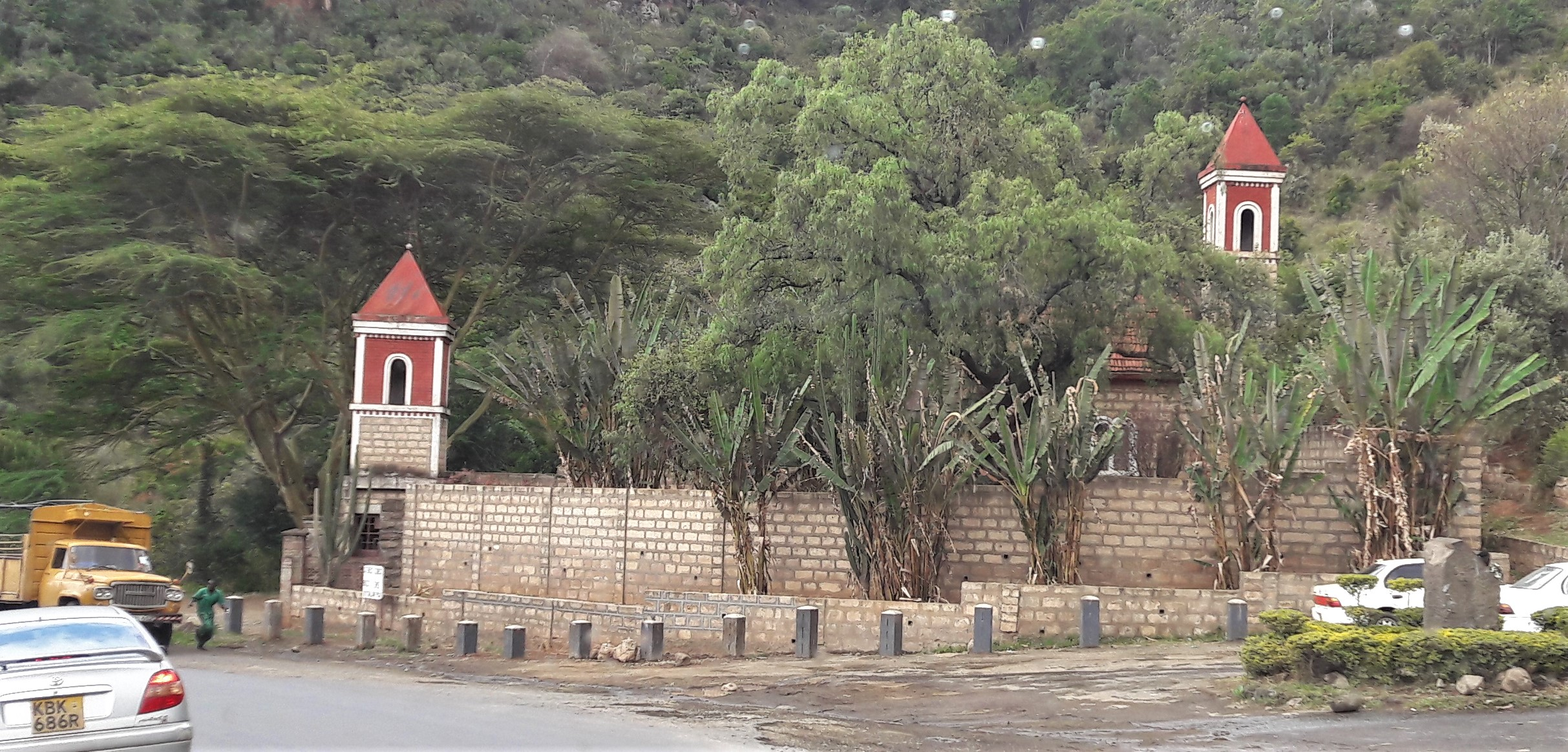
Das Areal der katholischen Kirche in Mai Mahiu (das eigentliche Kirchengebäude befindet sich links unterhalb des rechten Turms)

Mai Mahiu ist eine Kleinstadt (Town) im Nakuru County in Kenia etwa 60 Kilometer nordwestlich der kenianischen Hauptstadt Nairobi.

## Lage
Mai Mahiu (Kikuyu für heißes Wasser) liegt im Nakuru County nahe den Grenzen zum Kiambu, Nyandaru und Narok County an den Ausläufern des Rift Valley.
Die Kleinstadt liegt an der für Kenia wichtigen Fernstraße B3. Im Ortszentrum knickt sie rechtwinklig ab; nach Westen führt sie in Richtung des Victoriasees, nach Süden in Richtung Nairobi. An dem Ort führt die hier 2019 fertiggestellte Bahnstrecke Mombasa–Nairobi vorbei. Ein Binnenhafen ist geplant.

## Geschichte

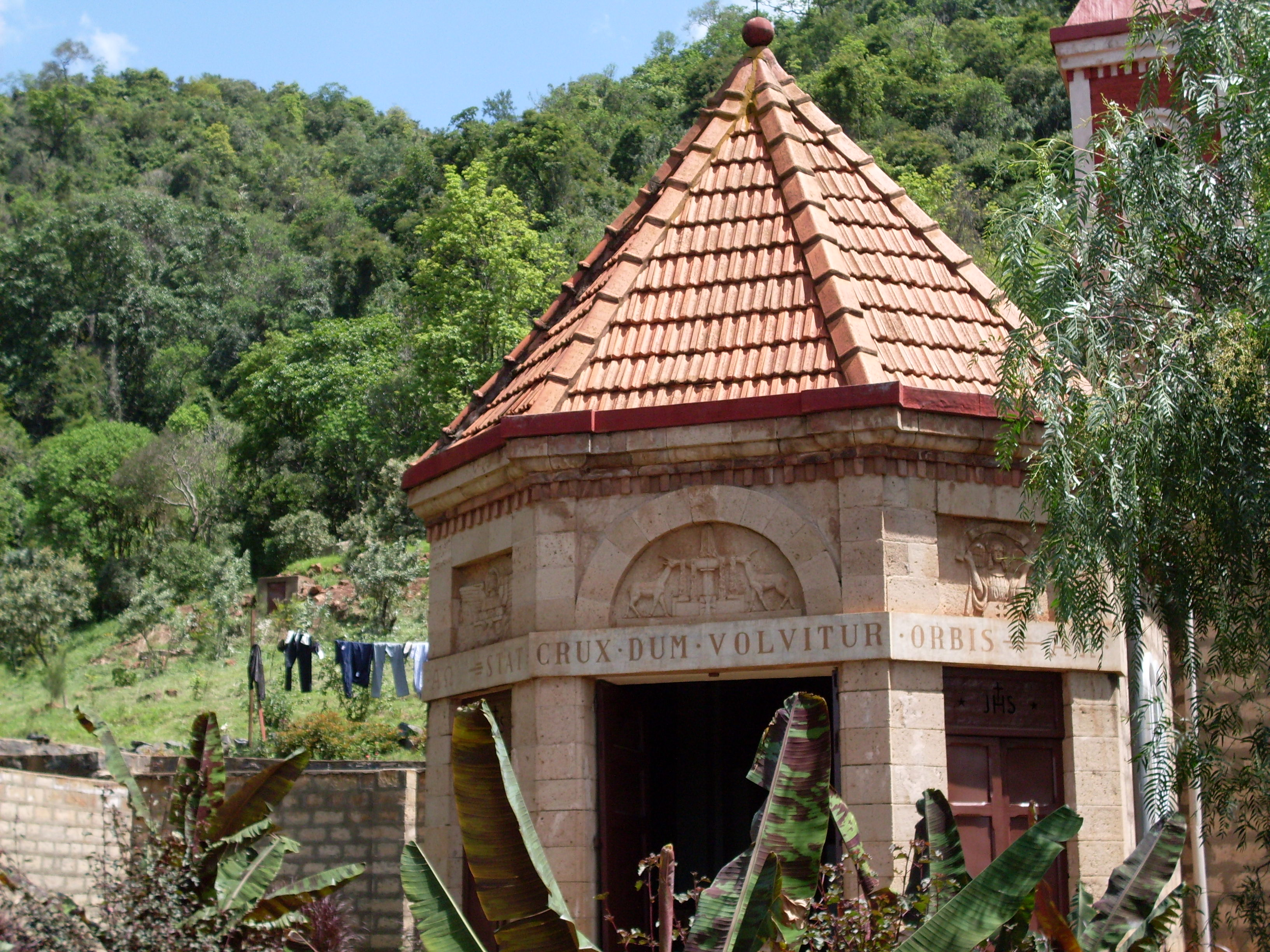
Das Kirchengebäude der katholischen Kirche Mai Mahiu, erbaut 1942, rechts dahinter der obere Turm im Anschnitt

1942 errichteten italienische Kriegsgefangene, die von der britischen Kolonialregierung zum Straßenbau eingesetzt wurden, die Mai Mahiu Catholic Church, die als das kleinste katholische Kirchengebäude in Kenia, möglicherweise ganz Afrikas gilt. Der Innenraum ist 2,5 m × 4,5 m groß. Das Altarbild zeigt eine Krippenszene; dargestellt ist das Jesuskind mit seinen Eltern Maria und Josef, umgeben von Engeln.
Noch Ende des 20. Jahrhunderts bestand der Ort aus nur wenigen Wohnhäusern und ein paar Dutzend Läden; nach einer Schätzung von 2018 hatte Mai Mahiu bereits 50.000 Einwohner.
Im Jahr 2022 wurde in Mai Mahiu eine Sonderwirtschaftszone ausgewiesen.
Ende April 2024 war die Umgebung von Mai Mahiu von schweren Überschwemmungen betroffen. Verursacht wurden diese durch starke Regenfälle und einen durch Baumstämme und anderes Treibgut blockierten Entwässerungstunnel. Die Flut forderte über siebzig Todesopfer.
Durch den intensiven Fernfahrerverkehr hat sich der Ort zu einem Zentrum der Prostitution und auch der sexuellen Ausbeutung von Kindern entwickelt.